# Giro del Piemonte 1956
Il Giro del Piemonte 1956, quarantasettesima edizione della corsa, si svolse il 16 maggio 1956 su un percorso di 244 km. La vittoria fu appannaggio dell'italiano Fiorenzo Magni, che completò il percorso in 6h36'00", precedendo i connazionali Pasquale Fornara e Pietro Giudici.
Sul traguardo di Torino 35 ciclisti, su 74 partiti dalla medesima località, portarono a termine la competizione. 

## Ordine d'arrivo (Top 10)
| Pos. | Corridore        | Squadra        | Tempo    |
| ---- | ---------------- | -------------- | -------- |
| 1    | Fiorenzo Magni   | Nivea-Fuchs    | 6h36'00" |
| 2    | Pasquale Fornara | Arbos-Bif      | s.t.     |
| 3    | Pietro Giudici   | Arbos-Bif      | s.t.     |
| 4    | Sante Ranucci    | Legnano        | a 1'30"  |
| 5    | Walter Serena    | Leo-Chlorodont | a 1'40"  |
| 6    | Roberto Falaschi | Lygie          | s.t.     |
| 7    | Antonio Uliana   | Leo-Chlorodont | a 2'50"  |
| 8    | Pierino Baffi    | Nivea-Fuchs    | s.t.     |
| 9    | Guido Boni       | Nivea-Fuchs    | a 4'30"  |
| 10   | Gastone Nencini  | Carpano-Coppi  | s.t.     |